# Crossotarsus
Crossotarsus är ett släkte av skalbaggar. Crossotarsus ingår i familjen vivlar.

## Dottertaxa tillCrossotarsus, i alfabetisk ordning[1]
- Crossotarsus abbreviatus
- Crossotarsus abdominalis
- Crossotarsus acanthurus
- Crossotarsus adursus
- Crossotarsus alternans
- Crossotarsus andamanus
- Crossotarsus angustatus
- Crossotarsus apicalis
- Crossotarsus armipennis
- Crossotarsus arrowi
- Crossotarsus artespinatus
- Crossotarsus aruensis
- Crossotarsus assamensis
- Crossotarsus aureipilus
- Crossotarsus banghaasi
- Crossotarsus barbatus
- Crossotarsus benevolus
- Crossotarsus biceps
- Crossotarsus biconcavus
- Crossotarsus bidentatus
- Crossotarsus bifurcus
- Crossotarsus bilobatus
- Crossotarsus bituberculatus
- Crossotarsus bohemani
- Crossotarsus bonvouloiri
- Crossotarsus bothrocephalus
- Crossotarsus brevidens
- Crossotarsus brevis
- Crossotarsus brownei
- Crossotarsus burmanus
- Crossotarsus caliginosus
- Crossotarsus carbonescens
- Crossotarsus castaneus
- Crossotarsus castigatus
- Crossotarsus cavifrons
- Crossotarsus chalcographus
- Crossotarsus chapuisi
- Crossotarsus cheesmani
- Crossotarsus cincinnatus
- Crossotarsus cinnamomi
- Crossotarsus clarus
- Crossotarsus cliens
- Crossotarsus coelocephalus
- Crossotarsus coleopteratus
- Crossotarsus comatus
- Crossotarsus concavifrons
- Crossotarsus concinnus
- Crossotarsus coniferae
- Crossotarsus conradti
- Crossotarsus contaminatus
- Crossotarsus corrugatus
- Crossotarsus coxalis
- Crossotarsus crinitus
- Crossotarsus dammanus
- Crossotarsus deceptus
- Crossotarsus decliviornatus
- Crossotarsus delicatus
- Crossotarsus denticulus
- Crossotarsus denturus
- Crossotarsus derosus
- Crossotarsus desectus
- Crossotarsus divaricus
- Crossotarsus dolus
- Crossotarsus doonae
- Crossotarsus dubiosus
- Crossotarsus dubius
- Crossotarsus edentatus
- Crossotarsus emancipatus
- Crossotarsus emarginatus
- Crossotarsus emorsus
- Crossotarsus erichsoni
- Crossotarsus excavatus
- Crossotarsus exilis
- Crossotarsus externedentatus
- Crossotarsus externespinulosus
- Crossotarsus fagacearum
- Crossotarsus fairmairei
- Crossotarsus falsificus
- Crossotarsus fischeri
- Crossotarsus flavescens
- Crossotarsus flavomaculatus
- Crossotarsus fluminalis
- Crossotarsus foederatus
- Crossotarsus forcipes
- Crossotarsus formosanus
- Crossotarsus fracticornis
- Crossotarsus fractus
- Crossotarsus fragmentus
- Crossotarsus fulmeki
- Crossotarsus fuscipilosulus
- Crossotarsus galerus
- Crossotarsus gemellus
- Crossotarsus ghesquierei
- Crossotarsus gracilicornis
- Crossotarsus grandis
- Crossotarsus gressitti
- Crossotarsus grevilleae
- Crossotarsus hardenbergi
- Crossotarsus hastatus
- Crossotarsus hebridensis
- Crossotarsus horni
- Crossotarsus impar
- Crossotarsus impariporus
- Crossotarsus impressus
- Crossotarsus inaequidens
- Crossotarsus incisus
- Crossotarsus indomitus
- Crossotarsus inermis
- Crossotarsus inimicus
- Crossotarsus inornatus
- Crossotarsus intermedius
- Crossotarsus interruptus
- Crossotarsus intritus
- Crossotarsus inutilis
- Crossotarsus javanus
- Crossotarsus keyensis
- Crossotarsus kokodaensis
- Crossotarsus kondulensis
- Crossotarsus koryoensis
- Crossotarsus lacordairei
- Crossotarsus laevigatus
- Crossotarsus laratensis
- Crossotarsus latelunatus
- Crossotarsus lecontei
- Crossotarsus lobatus
- Crossotarsus longicollis
- Crossotarsus longicornis
- Crossotarsus loriae
- Crossotarsus loricatus
- Crossotarsus machili
- Crossotarsus maculatus
- Crossotarsus majusculus
- Crossotarsus marshalli
- Crossotarsus mimicus
- Crossotarsus minax
- Crossotarsus minor
- Crossotarsus minusculus
- Crossotarsus minutissimus
- Crossotarsus mniszechi
- Crossotarsus modigliani
- Crossotarsus moluccanus
- Crossotarsus motui
- Crossotarsus multidentatus
- Crossotarsus mussooriensis
- Crossotarsus mutilus
- Crossotarsus nairobiensis
- Crossotarsus nakazawai
- Crossotarsus nanus
- Crossotarsus nepalensis
- Crossotarsus nicobaricus
- Crossotarsus nilgiricus
- Crossotarsus niponicus
- Crossotarsus nitens
- Crossotarsus nitescens
- Crossotarsus nitidior
- Crossotarsus nitidulus
- Crossotarsus novaeguineensis
- Crossotarsus oblongirosus
- Crossotarsus obtectus
- Crossotarsus octocostatus
- Crossotarsus oculatus
- Crossotarsus oligodontus
- Crossotarsus omnivorus
- Crossotarsus opifex
- Crossotarsus palatus
- Crossotarsus parvulus
- Crossotarsus parvus
- Crossotarsus paucidentatus
- Crossotarsus pectinatus
- Crossotarsus penicillatus
- Crossotarsus perceptus
- Crossotarsus perminutissimus
- Crossotarsus pernanulus
- Crossotarsus pertenuis
- Crossotarsus piceae
- Crossotarsus piceus
- Crossotarsus pilosulus
- Crossotarsus platypoides
- Crossotarsus porcatus
- Crossotarsus praeclarus
- Crossotarsus priscus
- Crossotarsus prociduus
- Crossotarsus protenus
- Crossotarsus pseudoniponicus
- Crossotarsus psilicanthurus
- Crossotarsus puerulus
- Crossotarsus quadricaudatus
- Crossotarsus quadriporus
- Crossotarsus rapax
- Crossotarsus rasilis
- Crossotarsus rastellus
- Crossotarsus rengetensis
- Crossotarsus rhodesianus
- Crossotarsus rufescens
- Crossotarsus saltator
- Crossotarsus saltatorinus
- Crossotarsus sandakanus
- Crossotarsus sarawakensis
- Crossotarsus saundersi
- Crossotarsus sauteri
- Crossotarsus schedli
- Crossotarsus schenklingi
- Crossotarsus schoutedeni
- Crossotarsus schultzei
- Crossotarsus scorpius
- Crossotarsus sedulus
- Crossotarsus semicinctus
- Crossotarsus semigranosus
- Crossotarsus semipilosus
- Crossotarsus serratulus
- Crossotarsus serratus
- Crossotarsus sexfenestratus
- Crossotarsus sexporus
- Crossotarsus shoreanus
- Crossotarsus simplex
- Crossotarsus siporanus
- Crossotarsus siva
- Crossotarsus spatiosus
- Crossotarsus spectrum
- Crossotarsus spinidens
- Crossotarsus spinipennis
- Crossotarsus squamulatus
- Crossotarsus squamuloides
- Crossotarsus subdepressus
- Crossotarsus subditicus
- Crossotarsus sublunaris
- Crossotarsus submontanus
- Crossotarsus subopacus
- Crossotarsus subpellucidus
- Crossotarsus substriatus
- Crossotarsus sumbawanus
- Crossotarsus sundri
- Crossotarsus taiheizanensis
- Crossotarsus taiwansis
- Crossotarsus tenuis
- Crossotarsus terminatus
- Crossotarsus togatus
- Crossotarsus toralis
- Crossotarsus transindicus
- Crossotarsus trepanatus
- Crossotarsus tribuarius
- Crossotarsus tricuspis
- Crossotarsus trigonus
- Crossotarsus tumidus
- Crossotarsus ukereweensis
- Crossotarsus unicus
- Crossotarsus unispinosus
- Crossotarsus ursulus
- Crossotarsus ursus
- Crossotarsus usambariensis
- Crossotarsus utibilis
- Crossotarsus vafer
- Crossotarsus wallacei
- Crossotarsus vegrandis
- Crossotarsus ventricornis
- Crossotarsus ventrispinis
- Crossotarsus ventrosus
- Crossotarsus venustulus
- Crossotarsus venustus
- Crossotarsus verelunatus
- Crossotarsus vicinus
- Crossotarsus wilmoti
- Crossotarsus wollastoni